# AN/FPS-129

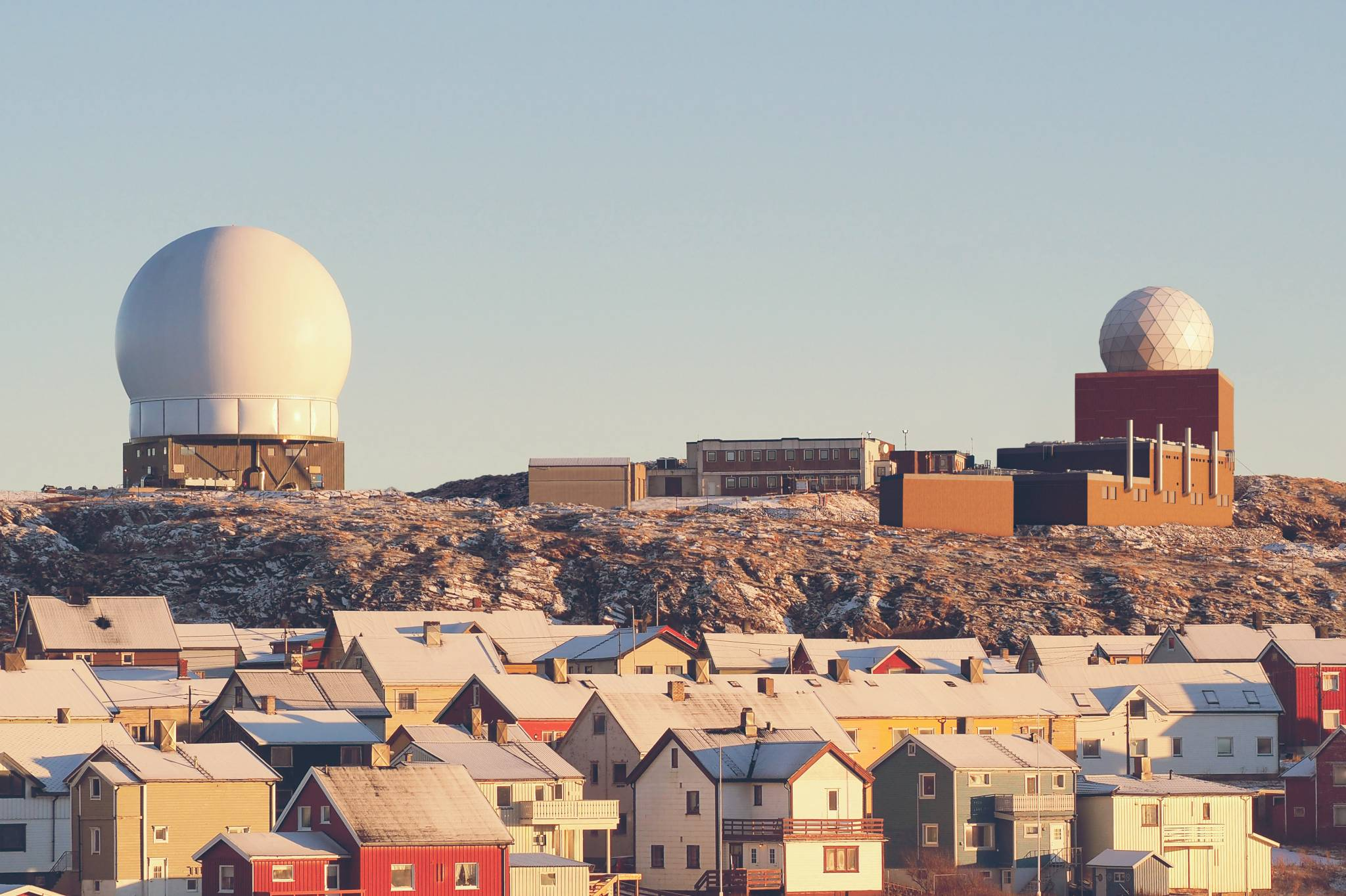

AN/FPS-129 해브 스태어는 노르웨이 정보부가 운영하는 미국의 X 밴드(10 GHz) 레이더이다. 레이시온이 제작했다. 글로버스 II 레이더라는 이름이 더 유명하다.
NORAD는 우주에 떠있는 1 cm 이상의 모든 물체들의 궤도를 해브 스태어 레이더로 추적한다. 40,000 km 고도까지 추적되며, 직경 27 m인 전파망원경이다. 송신출력(TPO)은 200 kW이다.

## 대한민국
한국천문연구원이 2001년부터 380억 원을 들여 전파 망원경을 서울 연세대학교, 울산 울산대학교, 제주 탐라대학교에 건설하였다. 3대는 한국우주전파관측망으로 통합 운영되어 지름 500km 짜리 전파 망원경과 같은 효과를 낸다. 2008년 준공식을 갖고 운영되고있다. 3대의 전파망원경은 직경 21 m에 K 밴드(22 GHz), Q 밴드(43 GHz), E 밴드(83 GHz) F 밴드(129 GHz)를 사용한다.